# Parides lysander
Parides lysander är en fjärilsart som först beskrevs av Pieter Cramer 1775.  Parides lysander ingår i släktet Parides och familjen riddarfjärilar. Inga underarter finns listade i Catalogue of Life.

## Bildgalleri

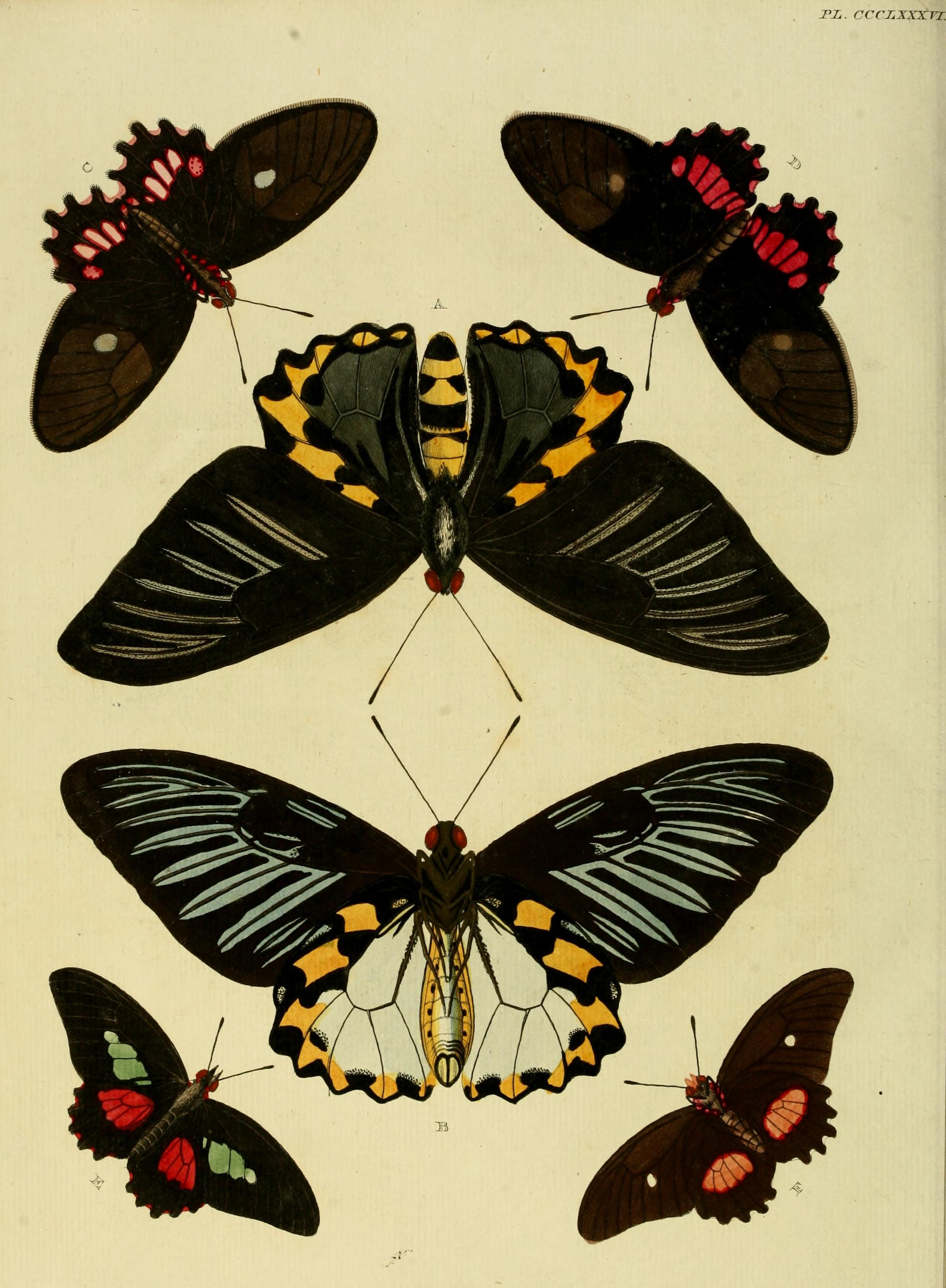
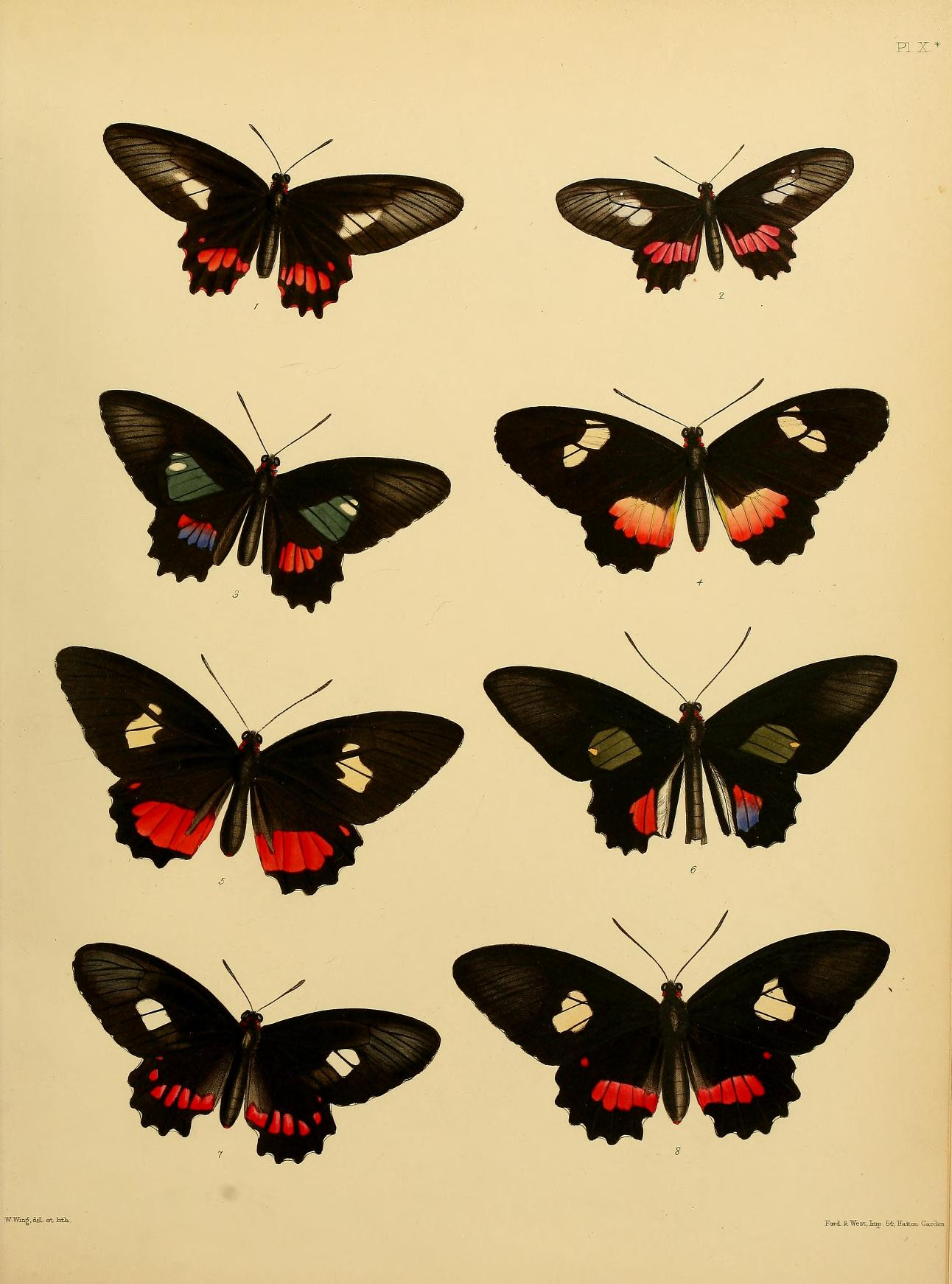
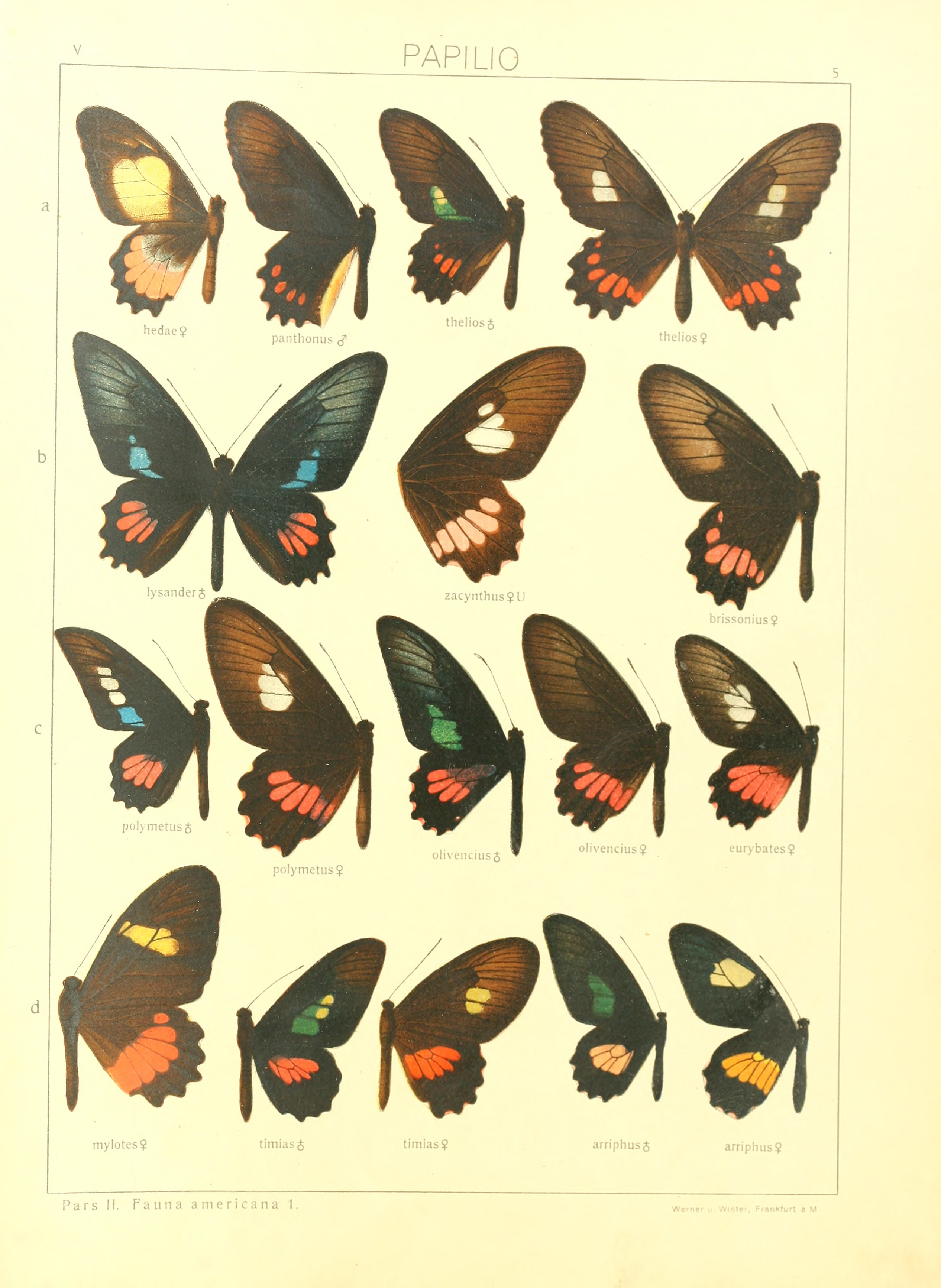
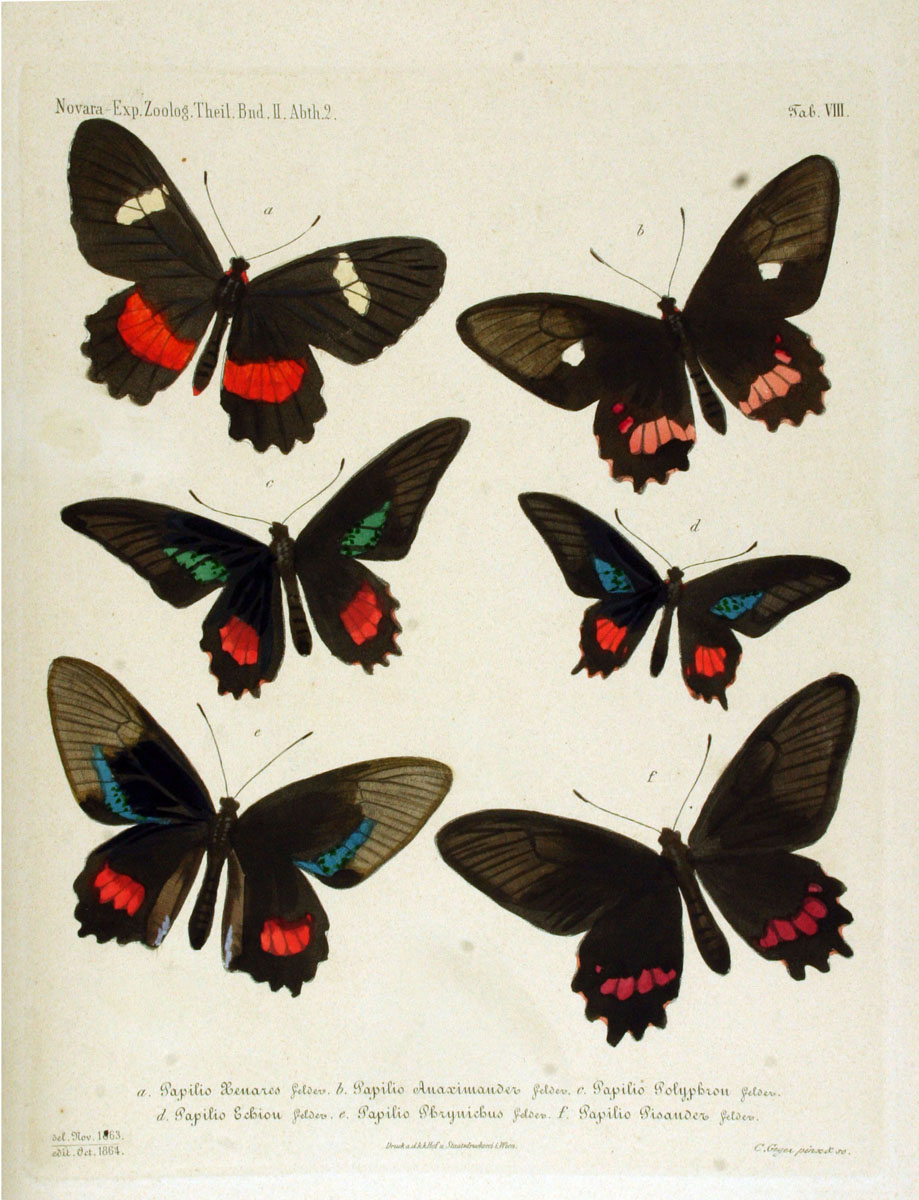
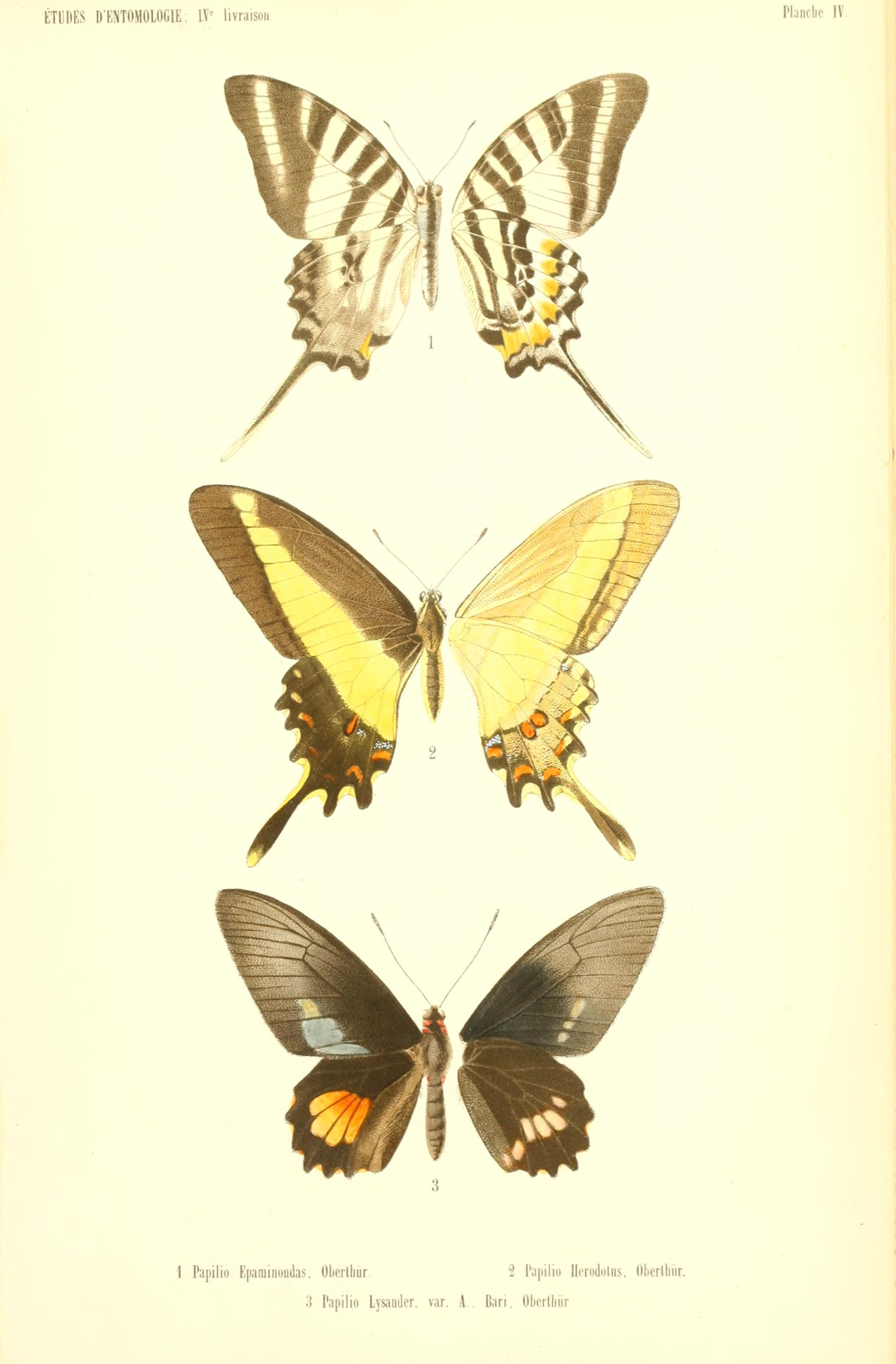